# Ali Khamis Khamis
Pour les articles homonymes, voir Abbas et Khamis.
Ali Khamis Abbas Ali Khamis (né le 30 juin 1995) est un athlète de Bahreïn, spécialiste du 400 mètres.

## Biographie
Il remporte à 18 ans, la médaille d'argent lors des championnats d'Asie de 2013 à Pune, en 45 s 65, record national junior, pour sa seconde compétition internationale, sans entraîneur.
En 2014, Khamis décide de s'aligner sur le 400 m haies. Il participe aux Championnats du monde juniors à Eugene. Il y améliore son record national junior consécutivement en séries (51 s 10), en demi-finale (49 s 93) et en finale où il remporte l'argent (49 s 95)
Le 13 août 2016, il se qualifie pour la finale du 400 m lors des Jeux olympiques en portant son record personnel à 44 s 49. Il termine 6e de la finale en 44 s 36, record national.
Le 26 août 2018, il remporte la médaille de bronze du 400 m des Jeux asiatiques de Jakarta en 45 s 70, derrière Abdalelah Haroun (44 s 89) et Mohammad Anas (45 s 69). Deux jours plus tard, pour l'inauguration du relais 4 x 400 m mixte en compétition internationale, il bat avec ses compatriotes le record du monde en 3 min 11 s 89, et s'adjuge la médaille d'or.

## Palmarès
| Date | Compétition                     | Lieu           | Épreuve | Résultat      | Temps         |
| ---- | ------------------------------- | -------------- | ------- | ------------- | ------------- |
| 2013 | Championnats panarabes          | Doha           | 3e      | 400 m         | 46 s 25       |
| 2013 | Championnats d'Asie             | Pune           | 2e      | 400 m         | 45 s 65       |
| 2014 | Championnats du monde juniors   | Eugene         | 2e      | 400 m haies   | 49 s 55       |
| 2014 | Jeux asiatiques                 | Incheon        | 1re     | 400 m haies   | 49 s 71       |
| 2015 | Championnats panarabes          | Madinat 'Isa   | 1er     | 400 m haies   | 50 s 10       |
| 2016 | Jeux olympiques                 | Rio de Janeiro | 6e      | 400 m         | 44 s 36       |
| 2017 | Jeux de la solidarité islamique | Bakou          | 1er     | 400 m         | 45 s 54       |
| 2018 | Jeux asiatiques                 | Jakarta        | 3e      | 400 m         | 45 s 70       |
| 2018 | Jeux asiatiques                 | Jakarta        | 1er     | 4 x 400 mixte | 3 min 11 s 89 |

## Records
| Épreuve     | Temps        | Lieu           | Date            |
| ----------- | ------------ | -------------- | --------------- |
| 400         | 44 s 36 (NR) | Rio de Janeiro | 13 août 2016    |
| 400 m haies | 49 s 55      | Eugene         | 25 juillet 2014 |